# Na Linha da Vida
Na Linha da Vida é o segundo álbum de estúdio do fadista português Camané.
Três anos depois do primeiro álbum, Camané repete a parceria com José Mário Branco, que produzira o seu álbum de estreia, Na Linha da Vida, e responsável também pela produção e direcção musical deste álbum, que recebeu particular atenção por parte da imprensa musical.
Este álbum conta também com versões das canções "Fado Penélope" e "Sopram ventos adversos (Maiden Voyage)", do álbum Ser solidário de José Mário Branco.
O álbum esteve indicado ao Prémio José Afonso em 1998, mas a distinção acabou por ser entregue a Amélia Muge.
Foi distinguido como um dos melhores álbuns do ano para o semanário Expresso.

## Faixas
1. Ah quanta melancolia
2. Fado Penélope
3. Senhora do Livramento
4. Ponto de encontro
5. O meu amor anda em fama
6. Eu não me entendo
7. Mote
8. Sopram ventos adversos
9. A minha rua
10. Guitarra, guitarra
11. À mercê de uma saudade
12. Maria
13. Não sei